# WTA-toernooi van Schenectady
Het WTA-toernooi van Schenectady (officieel: OTB (International) Open) was een tennistoernooi voor vrouwen dat onderdeel was van het tennistoernooi van Schenectady en dat van 1985 tot en met 1994 plaatsvond op hardcourt in de Amerikaanse plaats Schenectady.
De WTA organiseerde het toernooi dat laatstelijk in de categorie "Tier III" viel. Tegelijkertijd met dit toernooi werd op dezelfde locatie het ATP-toernooi van Schenectady voor de mannen gehouden.
Er werd door 32 deelneemsters per jaar gestreden om de titel in het enkelspel, en door 16 paren om de dubbelspeltitel. Aan het kwalificatietoernooi voor het enkelspel namen 32 speelsters deel, met vier plaatsen in het hoofdtoernooi te vergeven.

## Officiële namen
| 1985–1989 | OTB Open               |
| 1990–1994 | OTB International Open |

## Enkel- en dubbelspeltitel in één jaar
| speelster   | in het jaar |
| ----------- | ----------- |
| Linda Gates | 1985        |

## Finales

### Enkelspel
| Datum      | Naam                   | Cat.     | ($)     | Winnares           | Verliezend finaliste | Uitslag       |
| ---------- | ---------------------- | -------- | ------- | ------------------ | -------------------- | ------------- |
| 1985-07-07 | OTB Open               |          | 10.000  | Linda Gates        | Jennifer Goodling    | 6-1, 6-1      |
| 1986-07-14 | OTB Open               |          | 15.000  | Luciana Corsato    | Jennifer Fuchs       | 6-0, 6-4      |
| 1987-07-20 | OTB Open               |          | 27.500  | Camille Benjamin   | Vicki Nelson-Dunbar  | 6-2, 6-3      |
| 1988-07-18 | OTB Open               | Tier V   | 50.000  | Gretchen Magers    | Terry Phelps         | 7-6, 6-4      |
| 1989-07-24 | OTB Open               | Tier V   | 75.000  | Laura Gildemeister | Marianne Werdel      | 6-4, 6-3      |
| 1990-08-20 | OTB International Open | Tier V   | 75.000  | Anke Huber         | Marianne Werdel      | 6-1, 5-7, 6-4 |
| 1991-08-19 | OTB International Open | Tier V   | 100.000 | Brenda Schultz     | Alexia Dechaume      | 7-6, 6-2      |
| 1992-08-24 | OTB International Open | Tier V   | 100.000 | Barbara Rittner    | Brenda Schultz       | 7-6, 6-3      |
| 1993-08-23 | OTB International      | Tier III | 150.000 | Larisa Neiland     | Natalia Medvedeva    | 6-3, 7-5      |
| 1994-08-22 | OTB International      | Tier III | 150.000 | Judith Wiesner     | Larisa Neiland       | 7-5, 3-6, 6-4 |

### Dubbelspel
| Datum      | Naam                   | Cat.     | ($)     | Winnaressen                      | Verliezend finalistes             | Uitslag       |
| ---------- | ---------------------- | -------- | ------- | -------------------------------- | --------------------------------- | ------------- |
| 1985-07-07 | OTB Open               |          | 10.000  | Linda Gates Lynn Lewis           | Cecilia Fernandez Helena Manset   | 7-6, 6-4      |
| 1986-07-14 | OTB Open               |          | 15.000  | Laura Glitz Jennifer Goodling    | Jennifer Fuchs Dena Levy          | 6-3, 3-6, 6-0 |
| 1987-07-20 | OTB Open               |          | 27.500  | Jennifer Goodling Wendy Wood     | Patricia Medrado Cláudia Monteiro | 5-7, 6-2, 6-3 |
| 1988-07-18 | OTB Open               | Tier V   | 50.000  | Ann Henricksson Julie Richardson | Lea Antonoplis Cammy MacGregor    | 6-3, 3-6, 7-5 |
| 1989-07-24 | OTB Open               | Tier V   | 75.000  | Michelle Jaggard Hu Na           | Sandra Birch Debbie Graham        | 6-3, 6-2      |
| 1990-08-20 | OTB International Open | Tier V   | 75.000  | Alysia May Nana Miyagi           | Linda Ferrando Wiltrud Probst     | 6-4, 5-7, 6-3 |
| 1991-08-19 | OTB International Open | Tier V   | 100.000 | Rachel McQuillan Claudia Porwik  | Nicole Arendt Shannan McCarthy    | 6-2, 6-4      |
| 1992-08-24 | OTB International Open | Tier V   | 100.000 | Alexia Dechaume Florencia Labat  | Ginger Helgeson Shannan McCarthy  | 6-3, 1-6, 6-2 |
| 1993-08-23 | OTB International      | Tier III | 150.000 | Rachel McQuillan Claudia Porwik  | Florencia Labat Barbara Rittner   | 4-6, 6-4, 6-2 |
| 1994-08-22 | OTB International      | Tier III | 150.000 | Meredith McGrath Larisa Neiland  | Pam Shriver Elizabeth Smylie      | 6-2, 6-2      |

ITF-toernooien (mannen en vrouwen)

ATP-toernooien (mannen) – ATP-seizoen 2025

WTA-toernooien (vrouwen) – WTA-seizoen 2025

Voormalige toernooien mannen
Voormalige toernooien vrouwen
Voormalige amateurtoernooien